# Bachana Arabuli
Bachana Arabuli (Tiflis, 5 de enero de 1994) es un futbolista georgiano que juega en la demarcación de delantero y que actualmente se encuentra sin equipo.

## Selección nacional
Tras jugar con las categorías inferiores de la selección, finalmente hizo su debut con la selección de fútbol de Georgia en un partido amistoso contra Uzbekistán que finalizó con un resultado de empate a dos tras los goles de Teimuraz Shonia y Saba Lobjanidze para Georgia, y un doblete de Eldor Shomurodov para Uzbekistán.

## Clubes
| Club                     | País          | Año       | Partidos | Goles |
| ------------------------ | ------------- | --------- | -------- | ----- |
| FC Saburtalo Tbilisi     | Georgia       | 2012-2013 | 0        | 0     |
| FC Dila Gori (cedido)    | Georgia       | 2013      | 8        | 6     |
| AD Alcorcón "B" (cedido) | España        | 2014      | 8        | 3     |
| FC Dila Gori (cedido)    | Georgia       | 2014      | 11       | 1     |
| FC Tskhinvali            | Georgia       | 2015      | 4        | 0     |
| SK Dinamo Tiflis         | Georgia       | 2015-2016 | 25       | 2     |
| FC Samtredia (cedido)    | Georgia       | 2016      | 18       | 9     |
| SK Dinamo Tiflis         | Georgia       | 2016-2017 | 20       | 14    |
| Balmazújváros FC         | Hungría       | 2017-2018 | 33       | 11    |
| Puskás Akadémia FC       | Hungría       | 2018-2019 | 24       | 6     |
| Panionios FC             | Grecia        | 2019-2020 | 30       | 6     |
| PAS Lamia 1964           | Grecia        | 2020-2022 | 50       | 8     |
| Macarthur FC             | Australia     | 2022-2023 | 15       | 5     |
| FK Neftchi Fergana       | Uzbekistán    | 2023-2024 | 15       | 5     |
| Gyeongnam FC             | Corea del Sur | 2024      | 27       | 9     |
| AFC Unirea Slobozia      | Rumania       | 2025      | 8        | 3     |